# St. Stephan (Karlsruhe)

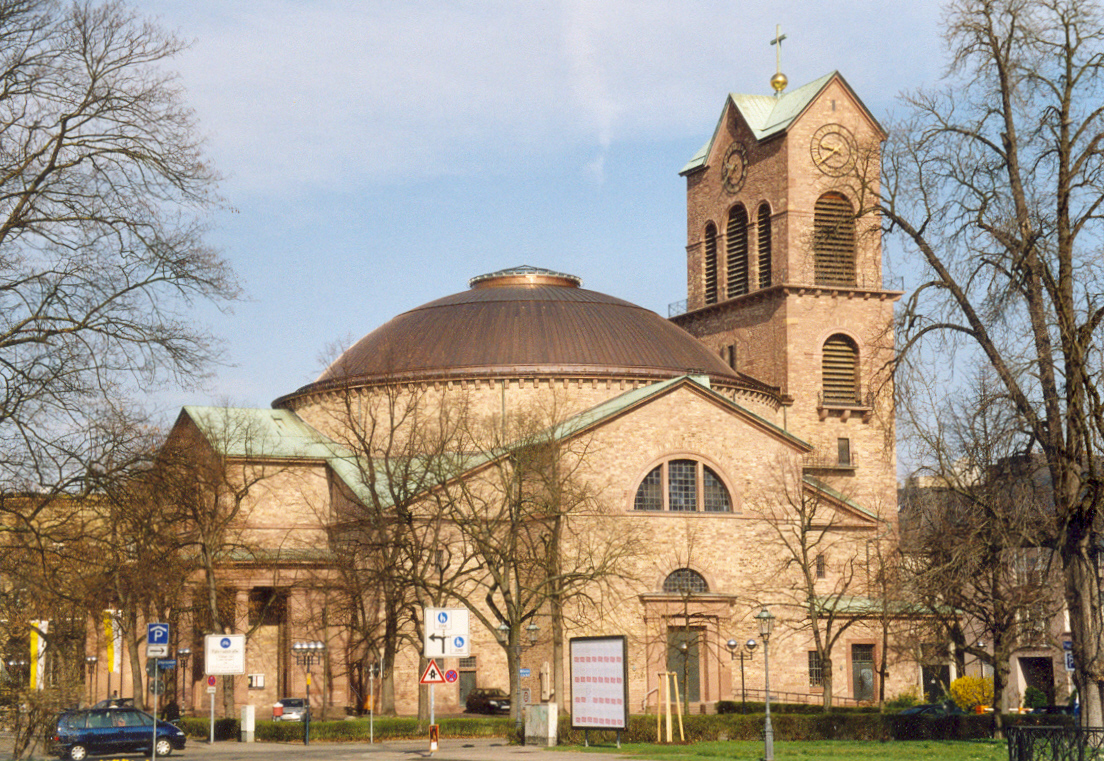
„Weinbrenners Pantheon“ St. Stephan (Ostseite)

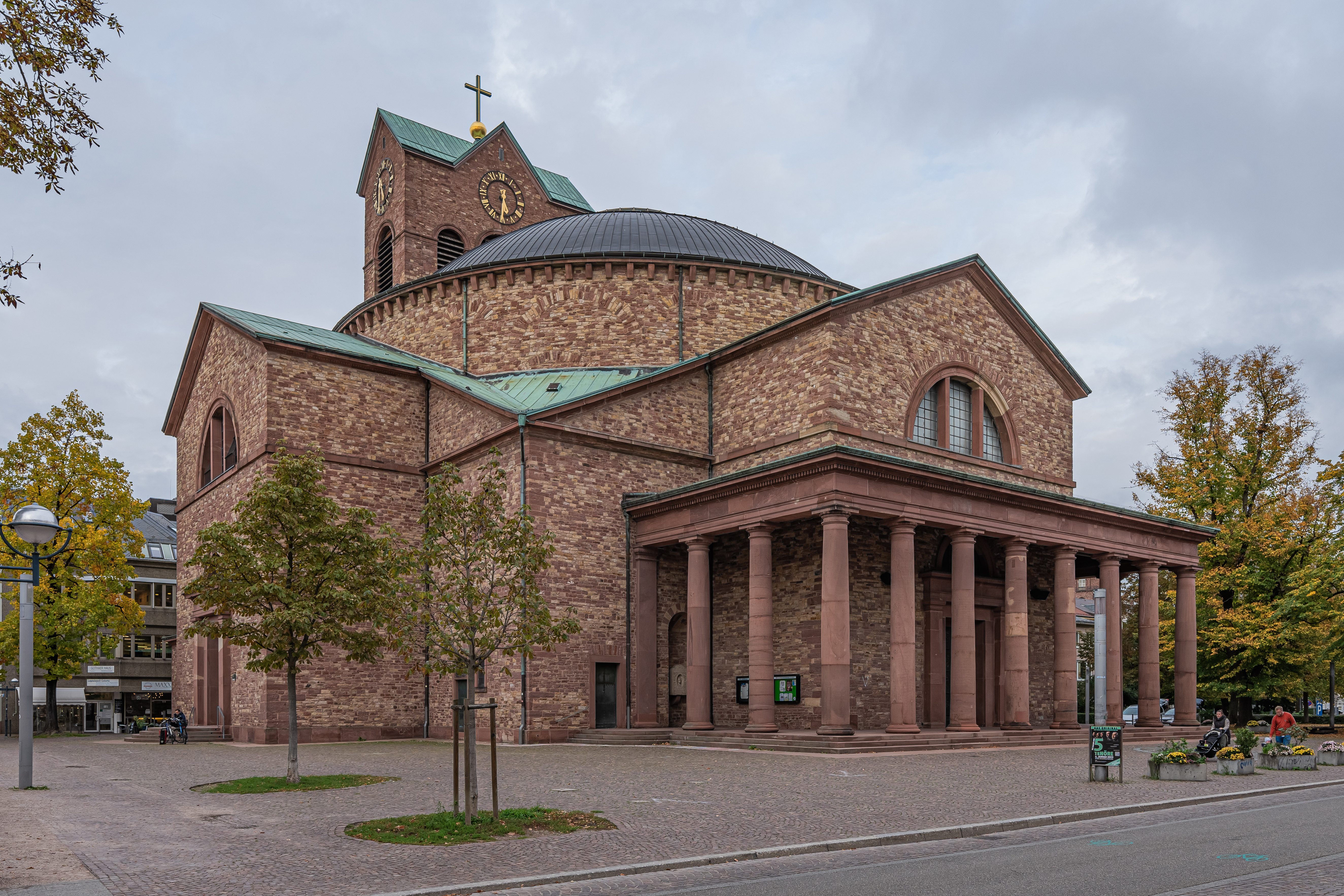
Vorderseite mit Säulenhalle (Südseite)

Die Pfarrkirche St. Stephan ist ein klassizistischer römisch-katholischer Kirchenbau in Karlsruhe von Friedrich Weinbrenner.

## Baugeschichte
Bereits 1807 schenkte der Großherzog Karl Friedrich der katholischen Gemeinde das Grundstück der späteren Kirche und überließ der Gemeinde einen Teil aus dem Nachlass der Markgräfin Maria Viktoria Pauline von Arenberg, der Frau des Markgrafen August Georg Simpert von Baden. Deren Ehe blieb kinderlos; daher vereinten sich die Linien der Markgrafschaft Baden, Baden-Durlach und die katholische Linie Baden-Baden, wieder.
Die Kirche wurde nach Vorgaben von Großherzog Karl Friedrich von Baden und den Plänen des Architekten Friedrich Weinbrenner in den Jahren 1808 bis 1814 erbaut.
Ein Jahr nach der Grundsteinlegung der Evangelischen Stadtkirche begonnen, stellt St. Stephan das katholische Pendant der innenstädtischen Kirchen zu Karlsruhe dar. Errichtet wurde der eigenwillige Bau nach dem Vorbild des römischen Pantheons, weshalb auch zunächst auf den 43 m hohen Kirchturm verzichtet werden sollte, um den Zentralcharakter des Kirchenbaus nicht zu konterkarieren. Zu dem massigen Klassizismus der Kirche hatte sich Weinbrenner auf einer Italienreise inspirieren lassen. Lange wehrte sich Weinbrenner gegen die Vorgabe des Großherzogs einen Turm an die Kirche zu bauen, doch schließlich legte er seine stilistischen Bedenken beiseite und so kam es, dass der Großherzog bereits 1808 im hohen Alter den Grundstein zur Kirche legte. Die Kirche wurde daraufhin 1814 eingeweiht.
Ursprünglich gehörten zum Zentralbau von St. Stephan noch vier Gebäude an den Ecken. Zwei Gebäude wurden bis 1850 erstellt, diese waren das Schul- und das Pfarrhaus, sie wurden bei den Luftangriffen im Zweiten Weltkrieg zerstört.
Der markante, das Stadtbild prägende Kuppelbau erhebt sich über dem Grundriss eines griechischen Kreuzes und birgt in seinem Innern das von Hans Morinck (1555–1616) geschaffene Dreifaltigkeitsrelief, ein von Emil Wachter gefertigtes Gobelin-Triptychon, welches u. a. das Stephanusmartyrium veranschaulicht, sowie ein von Marie Ellenrieder (1791–1863) stammendes Hochaltargemälde. Das Gehäuse für den Hochaltar basierte bis 1882 auf einem Entwurf des Architekten Karl Joseph Berckmüller. Die Wahl für das Stephanuspatronat durch die Kirchengemeinde erfolgte noch vor Abschluss des Zentralbaus und stellt eine Hommage an die katholische Großherzogin Stéphanie de Beauharnais (1789–1860) dar, die sich nachhaltig für den Katholizismus in Baden einsetzte.
Seit 1882 prägt die unverputzte Außenfassade den klassizistischen Sakralbau, der zu Weinbrenners Hauptwerken zählt und zu den bedeutendsten klassizistischen Kuppelkirchen in Südwestdeutschland zu rechnen ist. Im Innern des Turmes befindet sich eine Glocke mit Weihnachtsmotiv, die im Zweiten Weltkrieg durch den Abtransport zum Einschmelzen vor der Zerstörung gerettet wurde. Die 1966 gegossene „Stephansglocke“ war die größte Kirchenglocke Baden-Württembergs, bis 2004 die nahegelegene Christuskirche eine noch größere erhielt.
Im Zweiten Weltkrieg wurde die Kirche 1944 bei Luftangriffen zum Teil zerstört. 1946 leitete das erzbischöfliche Bauamt Heidelberg den Wiederaufbau ein. In den Jahren 1951 bis 1955 wurde das Gotteshaus wiederaufgebaut. Die beim Wiederaufbau erstellte neue Kuppel ist aus Fertigteilen aus Beton. Am 27. März 1954 nahm Weihbischof Eugen Seiterich aus Freiburg die Weihe des neuen Hochaltars vor, am darauf folgenden Sonntag war der feierliche Einzug in die Kirche.
Städtebaulichen Einfluss nahm der Kirchenbau auf die zwischen 1984 und 1991 gegenüber erbaute Badische Landesbibliothek, die durch Säulenelemente und Kuppeldach über dem Hauptlesesaal auf Weinbrenners Kirche rekurriert.
2011 fand eine umfassende Innenrenovierung statt, dabei wurden auch der Altar und Ambo auf einer Altarinsel in das Zentrum der Kirche verlegt, die Bänke wurden kreisförmig um die Altarinsel herum angeordnet. Am 2. Weihnachtsfeiertag 2011 wurde der Altar durch Erzbischof Robert Zollitsch geweiht.

## Orgel

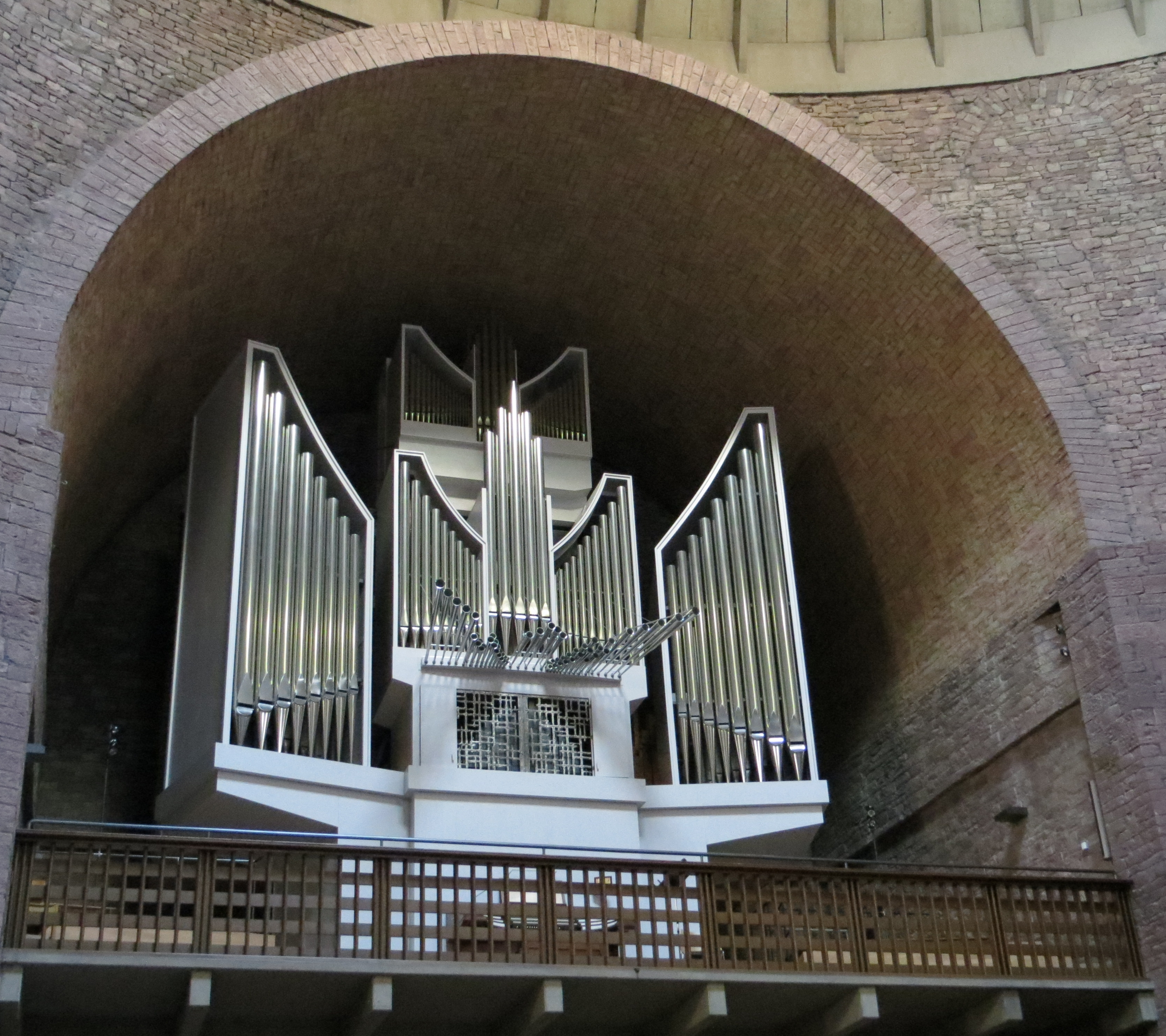
Orgel

Die erste bedeutsame Orgel war ein Instrument aus der im Zuge der Säkularisation aufgegebenen Abtei St. Blasien, das von dem Orgelbauer Johann Andreas Silbermann 1775 vollendet worden war. Das Instrument wurde 1813 durch Johann Ferdinand Balthasar Stieffell nach Karlsruhe versetzt. Hier wurde es 1944 bei einem Bombenangriff zerstört.
Die heutige große Orgel geht zurück auf ein Instrument, das 1959 von der Orgelbaufirma Johannes Klais (Bonn) erbaut worden war. Aus Kostengründen wurde zunächst nicht das Gesamtkonzept der Orgel realisiert, so dass das Schleifladeninstrument im Laufe der Zeit mehrfach erweitert und tiefgreifend umgebaut wurde. Einige hinzugebaute Register des Hauptwerks und des Pedals wurden elektrisch angespielt, während die Trakturen im Übrigen mechanisch waren.
Im Zuge der Renovierung der Kirche wurde die Orgel im Jahre 2012 durch die Erbauerfirma umfassend reorganisiert. Der Grundbestand wurde überarbeitet, die nachträglich hinzugefügten Register wurden aus den einzelnen Werken ausgegliedert und in einem neuen Auxiliarwerk untergebracht. Die Orgel hat heute 63 Register verteilt auf vier Manualwerke und Pedal, und 27 weitere Register im Auxiliarwerk. Die Spieltrakturen sind mechanisch-elektrisch, die Registertrakturen sind elektrisch.
| I Oberwerk C–g3 |                 |         |
| 01.             | Principal       | 08′     |
| 02.             | Rohrgedackt     | 08′     |
| 03.             | Quintade        | 08′     |
| 04.             | Oktave          | 04′     |
| 05.             | Venezianerflöte | 04′     |
| 06.             | Nasard          | 02 ⁄3′  |
| 07.             | Prinzipal       | 02′     |
| 08.             | Terz            | 01 3⁄5′ |
| 09.             | Larigot         | 01 ⁄3′  |
| 10.             | Scharff IV      | 01′     |
| 11.             | Dulcian         | 16′     |
| 12.             | Cromorne        | 08′     |
|                 | Tremulant       |         |

| II Hauptwerk C–g3 |                     |        |
| 13.               | Principal           | 16′    |
| 14.               | Principal           | 08′    |
| 15.               | Viola da Gamba      | 08′    |
| 16.               | Gedackt             | 08′    |
| 17.               | Oktave              | 04′    |
| 18.               | Koppelflöte         | 04′    |
| 19.               | Quinte              | 02 ⁄3′ |
| 20.               | Superoktave         | 02′    |
| 21.               | Kornet V            | 08′    |
| 22.               | Mixtur IV-V         | 02′    |
| 23.               | Acuta IV            | 02⁄3′  |
| 24.               | Trompete            | 08′    |
| 25.               | Spanische Trompette | 08′    |
|                   | Zimbelstern         |        |

| III Schwellwerk C–g3 |                      |         |
| 26.                  | Gedacktpommer        | 16′     |
| 27.                  | Principal amabile    | 08′     |
| 28.                  | Holzflöte            | 08′     |
| 29.                  | Gemshorn             | 08′     |
| 30.                  | Viola                | 08′     |
| 31.                  | Aeoline              | 08′     |
| 32.                  | Vox coelestis        | 08′     |
| 33.                  | Octave               | 04′     |
| 34.                  | Flute octaviante     | 04′     |
| 35.                  | Salicional           | 04′     |
| 36.                  | Quinte               | 02 ⁄3′  |
| 37.                  | Octavin              | 02′     |
| 38.                  | Terz                 | 01 3⁄5′ |
| 39.                  | Mixtur V             | 02′     |
| 40.                  | Fagott               | 16′     |
| 41.                  | Trompette harmonique | 08′     |
| 42.                  | Hautbois             | 08′     |
|                      | Tremulant            |         |

| IV Brustwerk C–g3 |                |       |
| 43.               | Holzgedackt    | 8′    |
| 44.               | Rohrflöte      | 4′    |
| 45.               | Waldflöte      | 2′    |
| 46.               | Septime        | 1 ⁄7′ |
| 47.               | Sifflet        | 1′    |
| 48.               | None           | 8⁄9′  |
| 49.               | Terzcymbel III | 1⁄3′  |
| 50.               | Vox humana     | 8′    |
|                   | Tremulant      |       |

| Pedal C–f1 |                 |        |
| 51.        | Gedacktpommer 0 | 32′    |
| 52.        | Principal       | 16′    |
| 53.        | Subbass         | 16′    |
| 54.        | Gedacktpommer   | 16′    |
| 55.        | Oktavbass       | 08′    |
| 56.        | Pommer          | 08′    |
| 57.        | Choralbass      | 04′    |
| 58.        | Nachthorn       | 02′    |
| 59.        | Pedalmixtur IV  | 02 ⁄3′ |
| 60.        | Kontrafagott    | 32′    |
| 61.        | Posaune         | 16′    |
| 62.        | Trompete        | 08′    |
| 63.        | Clarine         | 04′    |

- Koppeln: II/I, III/I, IV/I, I/II, III/II, IV/II, IV/III, I/P, II/P, III/P, IV/P
- Spielhilfen: drei freie Kombinationen, Setzeranlage, Crescendowalze.

Die nachträglich hinzugefügten Register wurden in einem neuen Auxiliarwerk auf Einzeltonladen aufgestellt und können damit nun auf den unterschiedlichen Manualwerken bzw. dem Pedal registriert werden. Das Auxiliarwerk wurde zudem mit neuen Registern ausgestattet, die in einem eigenen Schwellwerk stehen. Das Auxiliarwerk umfasst 27 Register.

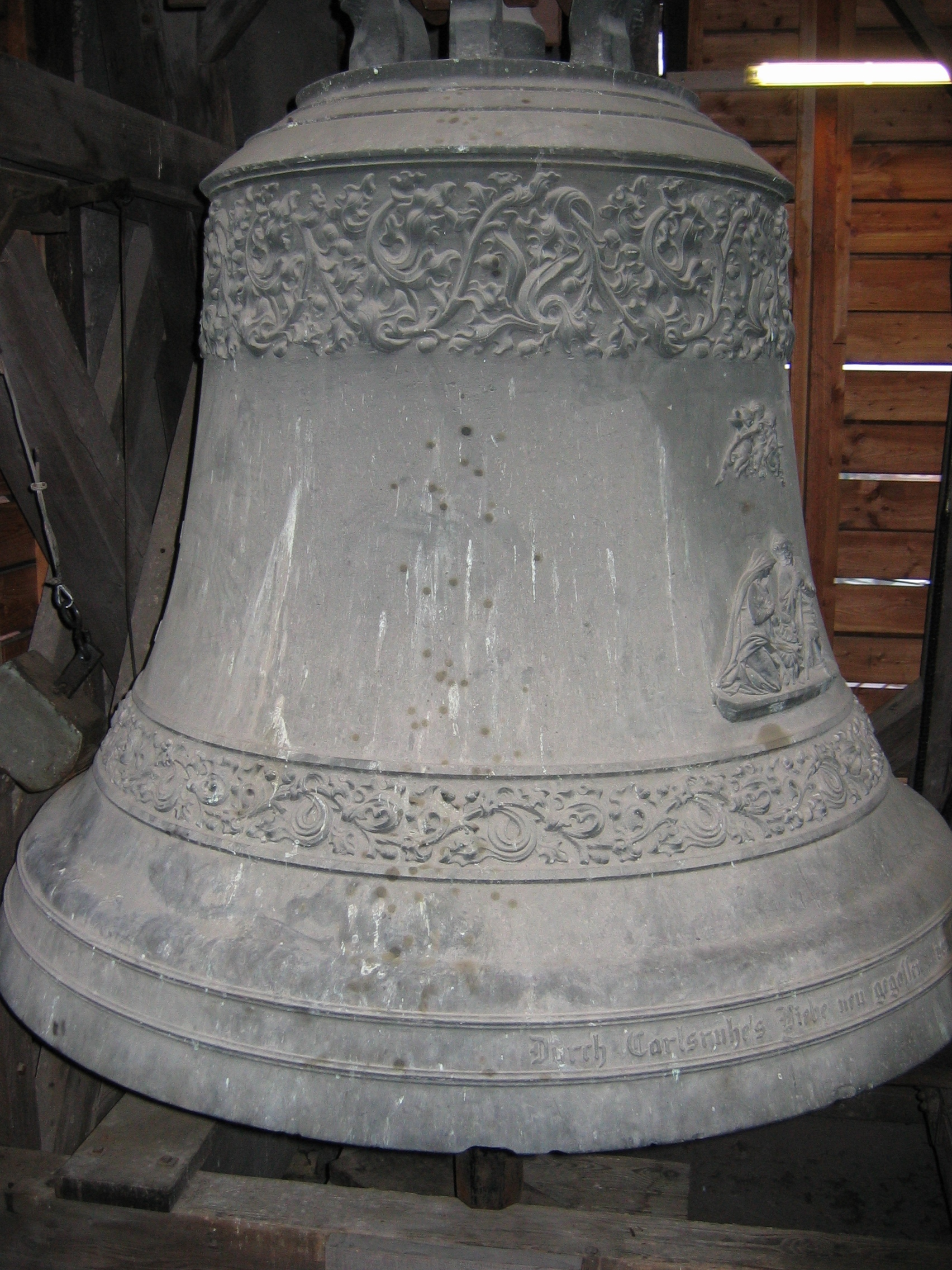
Ludwigsglocke (Weihnachtsglocke)

| I, II Auxiliarwerk C–g3 |         |
| Bordun                  | 32′     |
| Bordun                  | 16′     |
| Hornprincipal           | 08′     |
| Flöte                   | 08′     |
| Bordun                  | 08′     |
| Weitoctave              | 04′     |
| Flöte                   | 04′     |
| Terz                    | 03 1⁄5′ |
| Quinte                  | 02 ⁄3′  |
| Flöte                   | 02′     |
| Terz                    | 01 3⁄5′ |
| Weitoctave              | 01′     |

| (Fortsetzung) |     |
| Trompete      | 16′ |
| Klarinette    | 16′ |
| Tuba          | 08′ |
| Klarinette    | 08′ |
| Tuba          | 04′ |
| Trompete      | 04′ |
|               |     |
| schwellbar    |     |
| Stentorgambe  | 08′ |
| Stentorflöte  | 08′ |
| Stentorgambe  | 04′ |
| Stentorflöte  | 04′ |

| III Auxiliarwerk C–g3 |     |
| Klarinette            | 16′ |
| Tuba                  | 08′ |
| Klarinette            | 08′ |
| Tuba                  | 04′ |
|                       |     |
| schwellbar            |     |
| Stentorgambe          | 08′ |
| Stentorflöte          | 08′ |
| Stentorgambe          | 04′ |
| Stentorflöte          | 04′ |

| IV Auxiliarwerk C–g3 |     |
| Bordun               | 16′ |
| Flöte                | 08′ |
| Bordun               | 08′ |
| Flöte                | 04′ |
| Trompete             | 16′ |
| Klarinette           | 16′ |
| Tuba                 | 08′ |
| Klarinette           | 08′ |
| Tuba                 | 04′ |
| Trompete             | 04′ |
| Glockenspiel         |     |
|                      |     |
| schwellbar           |     |
| Stentorgambe         | 08′ |
| Stentorflöte         | 08′ |
| Stentorgambe         | 04′ |
| Stentorflöte         | 04′ |

| Pedal Auxiliarwerk |         |
| Kontrabass         | 32′     |
| Bordun             | 32′     |
| Kontrabass         | 16′     |
| Bordun             | 16′     |
| Hornprincipal      | 08′     |
| Flöte              | 08′     |
| Bordun             | 08′     |
| Quinte             | 05 1⁄3′ |
| Weitoctave         | 04′     |
| Flöte              | 04′     |
| Terz               | 03 1⁄5′ |
| Basszink IV        | 05 1⁄3′ |
| Trompete           | 16′     |
| Klarinette         | 16′     |
| Tuba               | 08′     |
| Klarinette         | 08′     |
| Tuba               | 04′     |
|                    |         |
| schwellbar         |         |
| Stentorgambe       | 08′     |
| Stentorflöte       | 08′     |

## Glocken
Die große Stephansglocke ist nach der Karlsruher Friedensglocke in der Christuskirche die zweitgrößte Kirchenglocke Baden-Württembergs. Das Geläut hat eine typische Disposition der Nachkriegszeit mit einer Mischung aus harmonischer und melodischer Tonfolge. Die Ludwigsglocke von 1866 – wegen ihrer Glockenzier mit  Weihnachtsdarstellung auch Weihnachtsglocke genannt – verleiht dem Gesamtgeläut sein charakteristisches Klangbild. 1987 erweiterte die Karlsruher Glocken- und Kunstgießerei das Geläut um vier Zimbelglocken. Die verschiedenen klanglichen Kombinationen der Glocken (Motive) und deren Verteilung auf die verschiedenen liturgischen Anlässe sind in der Läuteordnung festgelegt. 
Die Glockenzier der Stephans- und der Marienglocke stammt von dem Heidelberger Künstler Harry MacLean.
| Glocke | Name                | Gussjahr | Gießer, Gussort                         | Durchmesser | Masse     | Schlagton (HT-1⁄16) |
| ------ | ------------------- | -------- | --------------------------------------- | ----------- | --------- | ------------------- |
| 1      | Stephanus           | 1966     | Friedrich Wilhelm Schilling, Heidelberg | 2290 mm     | 8510 kg   | fis0–4              |
| 2      | Ludwig              | 1866     | Carl Rosenlaecher, Konstanz             | 1790 mm     | ≈ 3250 kg | ais0–5              |
| 3      | Ave Maria           | 1951     | Friedrich Wilhelm Schilling, Heidelberg | 1410 mm     | 1675 kg   | cis1–4              |
| 4      | Joseph              | 1966     | Friedrich Wilhelm Schilling, Heidelberg | 1250 mm     | 1150 kg   | dis1–4              |
| 5      | Elisabeth           | 1951     | Friedrich Wilhelm Schilling, Heidelberg | 1100 mm     | 780 kg    | eis1–4              |
| 6      | Bernhard            | 1953     | Friedrich Wilhelm Schilling, Heidelberg | 1030 mm     | 603 kg    | fis1–4              |
| 7      | Michael             | 1951     | Friedrich Wilhelm Schilling, Heidelberg | 980 mm      | 572 kg    | gis1–4              |
| 8      | Johannes der Täufer | 1951     | Friedrich Wilhelm Schilling, Heidelberg | 870 mm      | 405 kg    | ais1–4              |
| 9      | Albertus Magnus     | 1987     | Karlsruher Glocken- und Kunstgießerei   | 760 mm      | 310 kg    | cis2–2              |
| 10     | Teresa von Avila    | 1987     | Karlsruher Glocken- und Kunstgießerei   | 670 mm      | 216 kg    | dis2–2              |
| 11     | Katharina von Siena | 1987     | Karlsruher Glocken- und Kunstgießerei   | 600 mm      | 155 kg    | eis2–2              |
| 12     | Schutzengel         | 1987     | Karlsruher Glocken- und Kunstgießerei   | 560 mm      | 135 kg    | gis2±0              |